# Triple retrato del Cardenal Richelieu
El Triple retrato del Cardenal Richelieu es una pintura al óleo sobre lienzo del artista francés Philippe de Champaigne, realizada hacia 1642. El retrato muestra al cardenal Richelieu desde tres ángulos: perfil derecho, de frente y perfil izquierdo. El cuadro fue realizado como estudio para un busto que debía realizar un escultor italiano en Roma. Actualmente se conserva en la National Gallery de Londres.
Armand-Jean du Plessis (1585-1642) era de noble cuna. Fue nombrado obispo de Luçon en 1607, con sólo 22 años, y cardenal en 1622. Fue ministro principal del rey Luis XIII a partir de 1624, y fue creado duque de Richelieu en 1629. Philippe de Champaigne fue un destacado artista francés y miembro fundador de la Académie de peinture et de sculpture en 1648. Richelieu fue un gran mecenas de las artes, y Champaigne le pintó en numerosas ocasiones.
El cardenal de pelo gris, de casi 60 años, lleva un casquete y una capa litúrgicos de color escarlata (posiblemente un solideo y una muceta). Bajo el amplio cuello de una camisa blanca, atada al cuello con un cordón, lleva la característica cinta azul de la Orden del Espíritu Santo (origen del término «cordon bleu») de la que cuelga la cruz maltesa de la Orden a modo de cruz pectoral. Una inscripción sobre la cabeza derecha (perfil izquierdo) indica: «de ces deux profils, cecy sic est le meilleur» (de estos dos perfiles, éste es el mejor).
El cuadro mide 58,7 × 72,8 centímetros. Fue realizado en París por el taller de Champaigne después de su Retrato del cardenal Richelieu, hoy desmembrado (del que sólo queda el perfil derecho), como estudio para ser enviado a Roma, donde el escultor italiano Francesco Mochi había recibido el encargo de realizar una estatua (hoy perdida) para el castillo de La Meilleraye, cerca de Beaulieu-sous-Parthenay, en Poitou. Es probable que Bernini utilizara también esta pintura para su Busto del cardenal Richelieu de 1641, hoy en el Museo del Louvre. Bernini había adoptado un método similar para su Busto del rey Carlos I de 1636, utilizando un triple retrato  de Anton van Dyck, y es posible que el triple retrato de Van Dyck de Carlos I influyera en el triple retrato de Philippe de Champaigne del cardenal Richelieu.

El cuadro fue donado a la National Gallery de Londres en 1869 por el anticuario y administrador del museo inglés Sir Augustus Wollaston Franks.

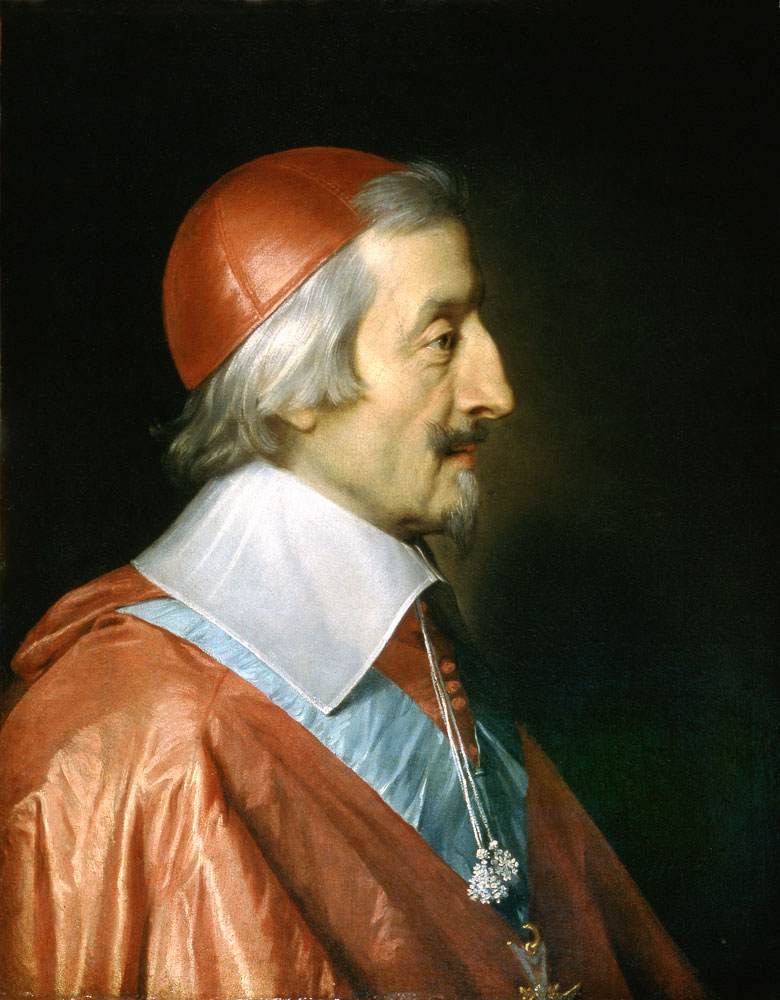
La versión original incompleta: Retrato del cardenal Richelieu, Musée des Beaux-Arts de Estrasburgo
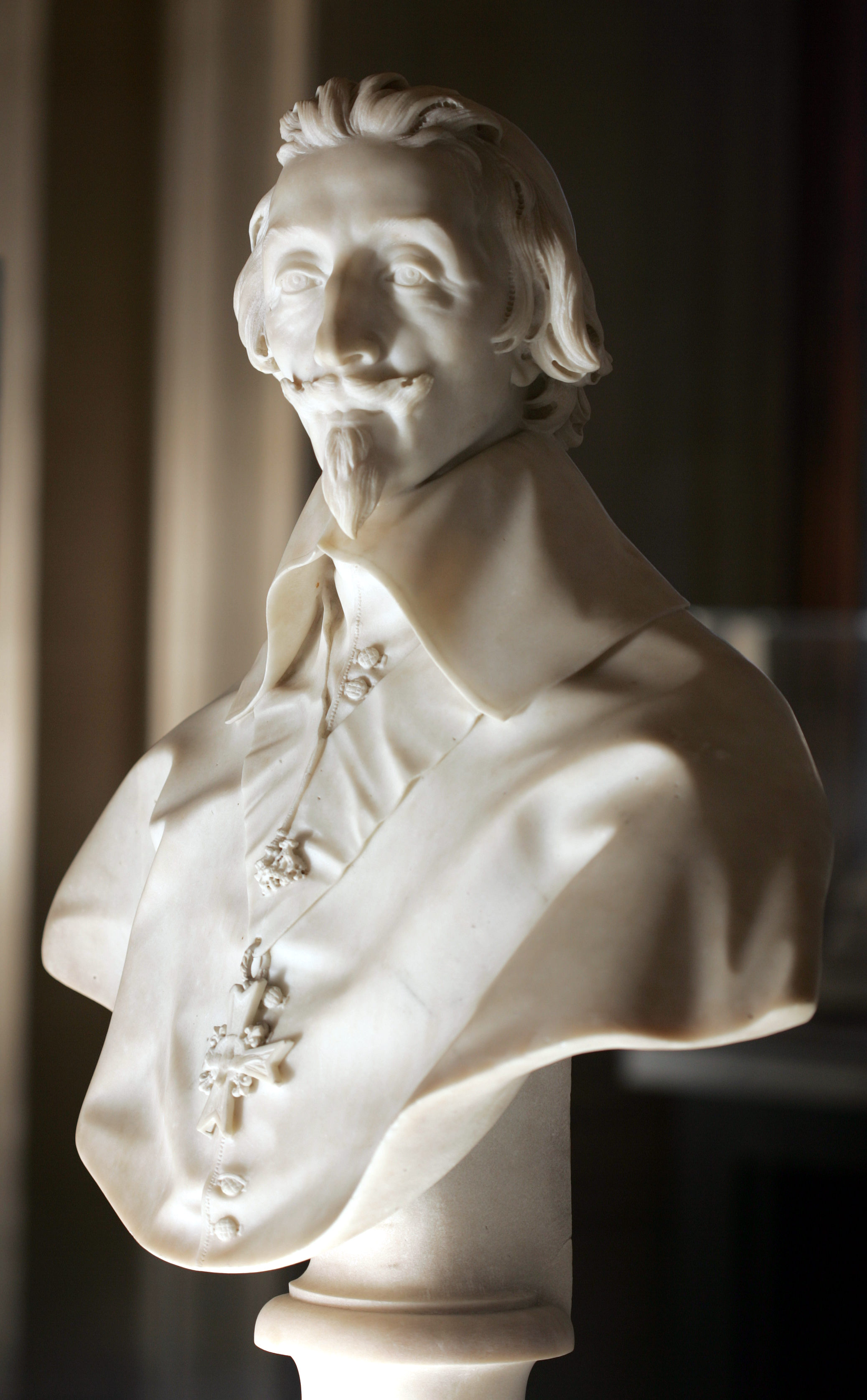
Busto del cardenal Richelieu, Bernini, 1641, Museo del Louvre
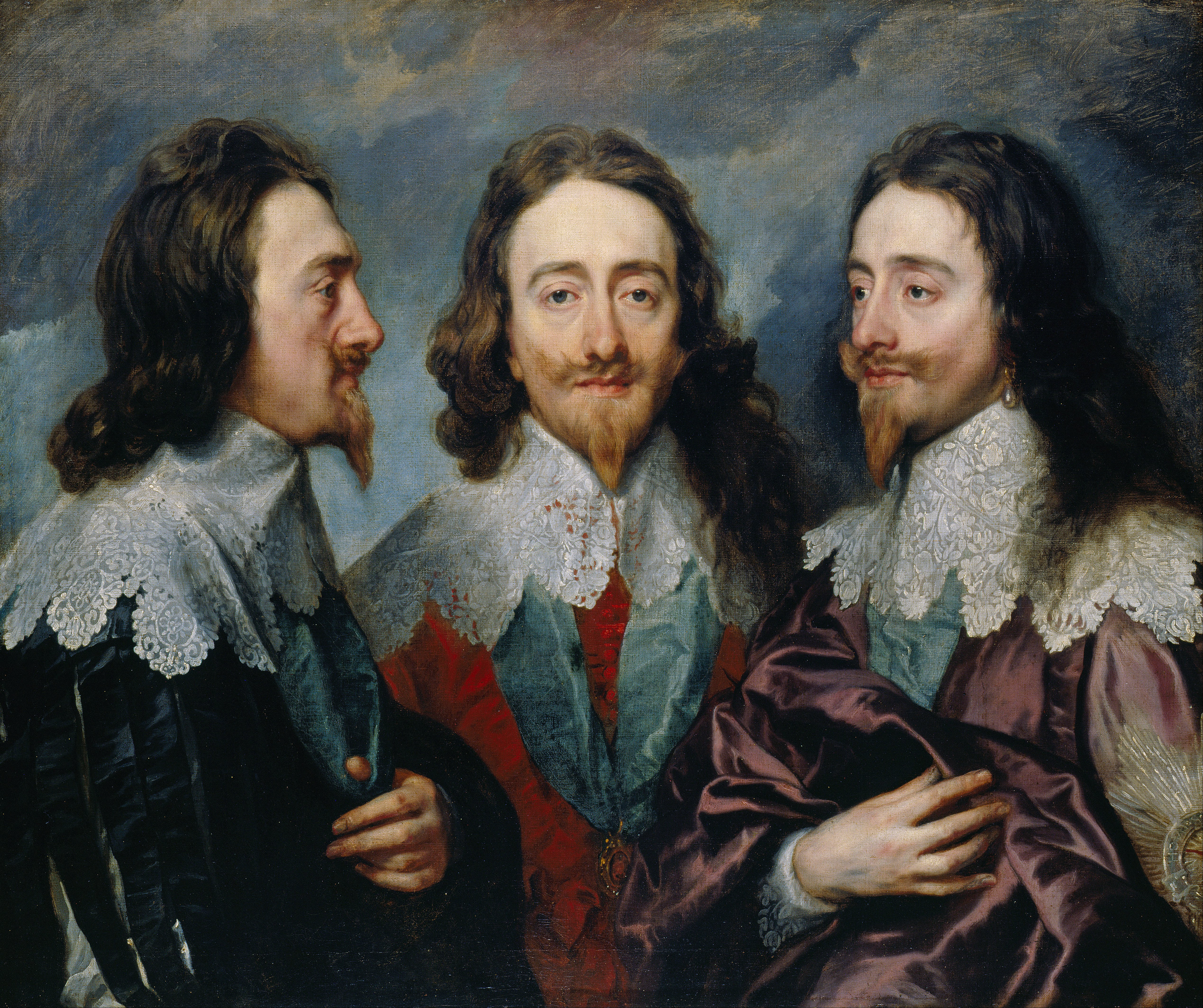
Carlos I en tres posiciones, también conocido como el Triple retrato de Carlos I, Van Dyck, 1635 o 1636, Colección Real

## Énlaces externos
- Esta obra contiene una traducción  derivada de «Triple Portrait of Cardinal de Richelieu» de Wikipedia en inglés, concretamente de esta versión, publicada por sus editores bajo la Licencia de documentación libre de GNU y la Licencia Creative Commons Atribución-CompartirIgual 4.0 Internacional.

- Datos: Q20054113
- Multimedia: Triple Portrait of Cardinal de Richelieu (Philippe de Champaigne - National Gallery, London) / Q20054113